# BirdLife International
BirdLife International je krovna svjetska organizacija za zaštitu ptica, njihovih staništa i svjetske biološke raznolikosti. To je najveće svjetsko partnerstvo organizacija za zaštitu prirode, s preko 100 partnerskih organizacija iz čitavog svijeta. Svaka zemlja ima jednog partnera (uz iznimku dvojezičnih zemalja poput Kanade i Belgije) te je hrvatski partner Udruga BIOM. Zajednički, partnerstvo BirdLife je vodeći svjetski autoritet za pitanja zaštite ptica, njihovih staništa kao i svega ostaloga što se tiče života divljih ptica.

## Povijest
BirdLife International pokrenut je 1922. godine kada su američki ornitolozi T. Gilbert Pearson i Jean Theodore Delacour osnovali Međunarodno vijeće za zaštitu ptica (International Council for Bird Preservation). Organizacija je promijenila naziv 1993. u Birdlife International.

## Regionalni rad
BirdLife International vodi regionalne projekte zaštite prirode u Africi  Arhivirana inačica izvorne stranice od 24. srpnja 2013. (Wayback Machine), Americi  Arhivirana inačica izvorne stranice od 14. listopada 2013. (Wayback Machine), Aziji  Arhivirana inačica izvorne stranice od 14. listopada 2013. (Wayback Machine), Europi i središnjoj Aziji  Arhivirana inačica izvorne stranice od 18. srpnja 2013. (Wayback Machine), te na Bliskom Istoku  Arhivirana inačica izvorne stranice od 24. srpnja 2013. (Wayback Machine), Tihom Oceanu  Arhivirana inačica izvorne stranice od 6. srpnja 2013. (Wayback Machine) i Karibima  Arhivirana inačica izvorne stranice od 20. srpnja 2013. (Wayback Machine).

## Globalni programi
Unutar svake od ovih svjetskih regija, Birdlife International vodi razne globalne projekte poput: Globalni program za morske ptice, program BirdLife za prevenciju izumiranja vrsta, Preletnički putevi, Šume nade, Jačanje lokalnih zajednica i Važna područja za ptice.

## Časopis
BirdLife International kvartalno objavljuje časopis - 'World Birdwatch'. Časopis prenosi novosti i stručne članke o pticama, njihovima staništima i njihovoj zaštiti.

## Crveni popis
BirdLife International je službeni autoritet za svjetski crveni popis ptica kojeg izdaje IUCN. U evaluaciji iz 2012. godine, 1313 vrsta se smatra ugroženim od izumiranja (odnosno u kategorijama osjetljivih, ugroženih i kritično ugroženih vrsta). To je 13% od ukupno 10.064 danas poznatih živućih vrsta.

## Vanjske poveznice
- BirdLife International Home Page  Arhivirana inačica izvorne stranice od 14. listopada 2013. (Wayback Machine)
- BirdLife International Data Zone with fact sheets for all bird species  Arhivirana inačica izvorne stranice od 27. listopada 2016. (Wayback Machine)
- BirdLife International Data Zone with fact sheets for all Important Bird Areas (IBAs)  Arhivirana inačica izvorne stranice od 3. studenoga 2016. (Wayback Machine)
- BirdLife International Data Zone with fact sheets for all Endemic Bird Areas (EBAs)  Arhivirana inačica izvorne stranice od 28. listopada 2016. (Wayback Machine)
- BirdLife International - State of the world's birds case studies
- Udruga BIOM - hrvatski BirdLife partner